# دامیان گئورگیف
دامیان گئورگیف (انگلیسی: Damyan Georgiev; ۱۲ ژانویهٔ ۱۹۵۰ – ۷ مهٔ ۲۰۲۲) بازیکن فوتبال اهل بلغارستان بود.
وی همچنین در تیم‌های ملی فوتبال زیر ۱۹ سال مردان بلغارستان، زیر ۲۱ سال بلغارستان، و بلغارستان بازی کرده است.